# Cindy Orain
Cindy-Maella Orain est une boxeuse française concourant dans la catégorie moins de 60 kg née à Guérande le 23 octobre 1983.

## Jeunesse
Cindy Orain grandit dans la ville de Nantes. Vers 15 ans, elle commence à s'intéresser au monde de la boxe sous l'impulsion de son beau-père, Taoufik Souihli, lui-même boxeur professionnel, qui l'initie au combat. Plus tard, elle s'inscrit à la faculté d'histoire de Nantes, mais son assiduité aux cours est mise à mal par la boxe qui tient déjà une place importante dans sa vie. Elle décide finalement d'abandonner les bancs de l'université afin de se consacrer complètement à l'univers pugilistique.

## Carrière professionnelle et médiatique

### Parcours pugilistique
Encouragée par son beau-père, qui l'avait faite participer à quelques-uns des entraînements qu'il dispensait, c'est en 1998, à l'âge de 15 ans, que Cindy Orain s'inscrit pour la première fois dans un club de boxe du centre-ville de Nantes, aujourd'hui disparu : le club Sakura. Ceci lui permet de pratiquer la boxe américaine (full-contact) de façon régulière. Elle se passionne dès lors pour l'univers des combats sur ring et, à la fermeture de Sakura, s'inscrit dans le club Nantes Pleins Contacts au gymnase Malakoff IV, situé à Nantes.
En 2000, Cindy Orain décroche le titre de championne de France de full-contact, 2 ans après son premier entraînement. Elle renouvelle ce titre chaque année jusqu'en 2005 pour devenir sextuple championne de France. À la suite de cela, elle obtient le titre de championne d’Europe professionnelle face à Barbara Plazzoly en 2005 puis celui de championne du monde en 2006 au terme d'un combat contre la hongroise Karsia Magdolna.
En 2007, au terme d'un concours organisé par Presse Océan et la chaîne télévisée Nantes 7, elle est élue meilleure sportive de l'année par les lecteurs de Presse Océan parmi une sélection de sportifs de la région des Pays-de-Loire.

### Style de combat
Cindy Orain est considérée comme une « Out Fighter », cela signifie qu'elle combat à distance afin de conserver l'avantage de son allonge face à ses adversaires, ce qui lui permet de mieux contrôler celles-ci en assénant les coups de plus loin. Par ailleurs, sa stratégie consiste à favoriser une mobilité importante autour de son adversaire plutôt que de garder le contrôle du centre qui présente l'avantage d'éviter les mises au coin mais demande un effort important et fatigant. Cindy Orain compte ainsi davantage sur son jeu de jambe et sa condition physique de façon à tourner autour de son adversaire, la fatiguer et ainsi la pousser à faire des erreurs. En plus de cela, elle oriente les combats en poussant ses rivales de manière que celles-ci se ruent vers elle afin de pouvoir les esquiver et les contrer facilement. Comme tout boxeur, elle privilégie un enchaînement fétiche : « gauche, droite, crochet long du gauche ».

## En dehors du ring

### Engagement associatif
Présidente et cofondatrice (avec Hayatte Akodad) de l'association sportive « SPORTWO » (depuis juillet 2017).
Association sportive ayant pour but de rendre la pratique sportive accessible à tous.
Depuis 2007, Cindy Orain s'est engagée en tant que marraine auprès d'Odyssea. Il s'agit d'une association loi 1901 dont le but est de récolter chaque année des fonds destinés à la recherche et la lutte contre le cancer du sein.
Elle s'investit aussi au sein de l'association El Malaika: le sourire d'un ange (association à but humanitaire) qui soutient, entre autres, l'idée du sport pour tous. Dans cette optique, Cindy Orain s'est vu confier le poste de responsable des animations sportives depuis 2012.
Par ailleurs, à l'occasion des journées sportives de la ville de Nantes, elle encadre des initiations et des animations telles que « sportez-vous bien les filles » ou encore « bouge ton été », et participe également au « Boxing Tour » : une animation organisée par la société SportCom. Cindy Orain s'occupe aussi d'animations proposées par la fédération française de boxe anglaise (FFBA). Elle s'investit également dans des animations pour le soutien des femmes séropositives.
Cindy Orain encadre plusieurs types d'animation: préparer des entraînements, initier les débutants et débutantes à ce sport et créer des activités ludiques afin de présenter son sport.

### Enseignement
Cindy Orain exerce aussi en tant qu'éducatrice responsable du secteur féminin du comité Régional de boxe des Pays de Loire depuis 2009. Son travail consiste à encadrer des boxeuses amateur cadettes, juniors et seniors. Elle organise pour cela des stages de perfectionnement et les emmène en compétition.
En 2010 et 2011, elle donne aussi des cours d'aéroboxe au centre pénitentiaire pour femmes de Nantes durant la saison estivale.
En 2011, elle se voit remettre la Médaille de la Jeunesse et des Sports par la direction régionale et départementale de la Jeunesse et des Sports pour ses contributions apportées au domaine sportif et à la défense de ses valeurs.

## Distinctions
- Médaille de la jeunesse, des sports et de l'engagement associatif, bronze

## Palmarès sportif

### Full-contact
- Championne de France 2000 à 2005
- Championne d'Europe amateur en 2004 au Monténégro[1]
- Championne d'Europe professionnelle en juin 2005 (victoire par KO technique contre l'italienne Barbara Plazzoly), puis victoire aux points contre la belge Kate Mintiens lors de la remise en jeu de son titre la même année.
- Championne du Monde 2006 (victoire aux points contre la hongroise Karsia Magdolna).
- Membre de l'équipe de France de full-contact entre 2001 et 2005.

### Boxe anglaise
- Championne de France en 2003 (victoire aux points contre la lyonnaise Aurélie Richard 16 à 7), en 2008, en 2009 et en 2011
- Vice-championne de France de 2004 à 2007 et en 2010[2]
- Vice-championne de l'Union Européenne en 2008
- Médaille de bronze aux championnats de l'Union Européenne en 2009
- Médaille de bronze aux championnats du monde en 2008